# فيربا بوهيمي
فيربا بوهيمي (الاسم العلمي: Verpa bohemica) هي نوع من الفطريات تتبع جنس الفيربا من الفصيلة الغوشنية.